# فيليبي أوغستو (لاعب كرة قدم مواليد 2004)
فيليبي أوغوستو دا سيلفا (مواليد 18 فبراير 2004) هو لاعب كرة قدم برازيلي. يلعب حالياً كمهاجم مع سيركل بروج الذي ينشط في الدوري البلجيكي للمحترفين.